# Religija u Slovačkoj
Većina (62 %) stanovnika Slovačke pripada Rimokatoličkoj Crkvi koja se služi latinskim obredom; i ako se tu još pridoda 4 % Grkokatolika, ukupan broj katolika je 66 %. Članovi drugih crkava, uključujući i one neregistrirane, iznosi oko 1,1 % od ukupnog broja stanovništva. Kršćani, pripadnici istočnih pravoslavnih crkava su uglavnom u rutenskim (ukrajinskim) oblastima.
 Rimokatolička Crkva u Slovačkoj je podijeljena u 8 dijeceza uključujući i tri nadbiskupije. Općenito, jedna trećina pripadnika crkve redovito pohađa crkvene službe. Religijska situacija je dramatično drugačija u susjednoj Češkoj republici, koja je poznata po ateizmu i nereligijskoj većini.
Članovi drugih religija koje se mogu naći u Slovačkoj pripadaju islamu i judaizmu. Procjenjuje se da je oko 0,2 % muslimana živjelo u Slovačkoj 2010. godine. Dok je broj Židova iznosio oko 90 000 prije Drugog svjetskog rata, danas ih je samo oko 2 300.

| Denominacija                            | Članova   | %      |
| --------------------------------------- | --------- | ------ |
| Katolička Crkva u Slovačkoj             | 3 347 277 | 62,0 % |
|                                         |           |        |
| Protestanska crkva augsburške ispovjedi | 372 858   | 5,9 %  |
|                                         |           |        |
| Slovačka grkokatolička Crkva            | 206 871   | 3,8 %  |
|                                         |           |        |
| Kalvinistička crkva                     | 98 797    | 1,8 %  |
|                                         |           |        |
| Češka i Slovačka pravoslavna crkva      | 49 133    | 0,9 %  |
|                                         |           |        |
| Jehovini svjedoci                       | 17 222    | 0,3 %  |
|                                         |           |        |
| Metodistička crkva                      | 10 328    | 0,2 %  |
|                                         |           |        |
| Nisu se izjasnili                       | 571 437   | 10,6 % |
|                                         |           |        |
| Bez religije                            | 725 362   | 13,4 % |
|                                         |           |        |
| Izvor: Popis stanovništva 2011.         |           |        |

I pripadnici drugih manjih kršćanskih denominacija su zastupljeni u Slovačkoj: baptisti, adventisti, evanđelički metodisti, starokatolici, i dr. Najbrojnija poganska skupina je Krug Peruna, sa sjedištem u Bratislavi čiji članovi se mogu naći i u Martinu i Košicama.

## Galerija
- Širenje kršćanstva u Europi i na Sredozemlju.
- Europa u doba velike podjele 1054. godine.
- Religija u Europi, na Sredozemlju i na Bliskom Istoku 1100.
- Religije u Europi 1560.